# Medaglia d'oro al valor militare
La medaglia d'oro al valor militare (M.O.V.M.) è il massimo riconoscimento italiano al valore militare. Viene assegnata per «esaltare gli atti di eroismo militare, segnalando come degni di pubblico onore gli autori di essi e suscitando, ad un tempo, lo spirito di emulazione negli appartenenti alle forze militari». Ad oggi risultano 2606 conferimenti di medaglie d'oro al valor militare.

## Descrizione
Istituita il 21 maggio 1793 nel Regno di Sardegna da Vittorio Amedeo III "per ufficiali inferiori e soldati che avevano fatto azioni di segnalato valore in guerra" recava, nel dritto, il profilo del re e, nel verso, un trofeo di bandiere e la scritta "al valore". Vittorio Emanuele I la soppresse per sostituirla il 14 agosto 1815 con l'Ordine militare di Savoia.
Toccò a Carlo Alberto di Savoia ripristinarla, con regio biglietto del 26 marzo 1833, e anzi di aggiungervi la medaglia d'argento e la menzione onorevole al valor militare. Furono confermate nel 1861 da Vittorio Emanuele II dopo l'unità d'Italia.
Le menzioni onorevole verranno automaticamente convertite in medaglie di bronzo al valor militare quando quest'ultima onorificenza sarà creata nel 1887.
Le caratteristiche: sul dritto, lo scudo sabaudo con rami d'alloro, la corona reale e la scritta «al valor militare»; sul rovescio due rami di alloro che racchiudevano il nome del decorato, il luogo e la data dell'azione.
Vittorio Emanuele III di Savoia, con regio decreto n. 1423 del 4 novembre 1932, emanò le nuove disposizioni per la concessione delle medaglie, unitamente alla croce di guerra al valor militare.
Durante la seconda guerra mondiale la neocostituita Repubblica Sociale Italiana, nell'arco temporale 1943-1945 successivo all'armistizio di Cassibile, adottò un riconoscimento governativo analogo a quello vigente all'epoca nel Regno d'Italia e recante l'effigie del gladio in luogo delle insegne regie; tale riconoscimento non fu mai legalmente riconosciuto dal Regno stesso, né successivamente dalla Repubblica italiana.
Dalla proclamazione della Repubblica, il 2 giugno 1946, lo scudo sabaudo è stato sostituito dall'emblema della Repubblica Italiana.
Ai sensi della normativa attuale (D. Lgs. 15 marzo 2010, n. 66) la medaglia d'oro al valor militare può essere concessa « [...] a coloro i quali, per compiere un atto di ardimento che avrebbe potuto omettersi senza mancare al dovere e all'onore, hanno affrontato scientemente, con insigne coraggio e con felice iniziativa, un grave e manifesto rischio personale in imprese belliche. La concessione [...] ha luogo solo se l'atto compiuto è tale da poter costituire, sotto ogni aspetto, un esempio degno di essere imitato [...]» (art. 1412). «Le medaglie d'oro [...] possono essere concesse anche per imprese di carattere militare compiute in tempo di pace, se in esse ricorrono le caratteristiche di cui all'articolo 1412.» (art. 1413).

## Conferimenti più significativi
Se non altrimenti indicato, le date indicate si riferiscono alla data dell'evento per cui la medaglia è stata conferita.

### Primi e ultimi conferimenti
I primi conferimenti sono stati:
- Conferimento individuale (uomini): Nocchiero Domenico Millelire (1793)[2]
- Conferimento individuale (donne): Infermiera Volontaria Maria Boni Brighenti (1915)[3]
- Conferimento "alla bandiera" di unità militare: 1º e 2º Squadrone del Reggimento Dragoni di Sua Maestà Reale (1796)[4][5]
- Conferimento al labaro di un ente territoriale italiano: Città di Vicenza (1866, per i fatti del 1848)[6]
- Conferimento ad ente accademico: Università di Padova (1943-45)[7][8]
- Conferimento ad una città: Città di Napoli ( per le Quattro giornate di Napoli di fine settembre 1943)[9]

I conferimenti più recenti sono stati:
- Conferimento individuale (uomini): Appuntato Giuseppe Cianino (2024, per i fatti del 1945)[10]
- Conferimento individuale (donne): Partigiana Vera Vassalle (2003, per i fatti del 1943-44)[11]
- Conferimento "alla bandiera" di unità militare: Brigata Ebraica (2018, per i fatti del 1945)[12][13][14]
- Conferimento al labaro di un ente territoriale italiano: Comune di Varzi (2018, per i fatti del 1943-44)[15]

### I più giovani e i più anziani
La persona più giovane a essere stata insignita della decorazione fu:
- tra i militari: Tenente Vittorio Montiglio, classe 1903, decorato per fatti d'arme avvenuti tra il 1917 e il 1920 (quindi di età tra i 14 e i 17 anni)[16]
- tra i civili: Partigiano Gennaro Capuozzo, di 11 anni (1943)[17]

La persona più anziana a essere insignita della decorazione fu:
- tra i militari: Tenente Giulio Blum, di 62 anni (1917)[18][19]
- tra i civili: Senatore Inigo Campioni, Governatore del Dodecaneso, di 66 anni (1944)[20][21]

### Conferimenti multipli
Nella storia di questa decorazione sono stati solamente sette i militari che ne sono stati insigniti più di una volta a titolo individuale:
- Capitano (poi tenente colonnello) Giuseppe Galliano (2 conferimenti, 1893[22] e 1896[23])
- Tenente generale principe don Maurizio Ferrante Gonzaga, marchese di Vescovato (2 conferimenti, 1917[24][25])
- Tenente di vascello (poi capitano di corvetta) Luigi Rizzo (2 conferimenti, 1917[26] e 1918[27])
- Tenente (poi capitano) pilota Antonio Locatelli (3 conferimenti, 1917[28] e 1936[29][30])
- Aiutante di battaglia (poi tenente colonnello) Elia Rossi Passavanti (2 conferimenti, 1916[31] e 1941[32])
- Tenente cappellano don Giovanni Mazzoni (2 conferimenti, 1917[33] e 1941[34])
- Capitano Luigi Giorgi (2 conferimenti, 1945[35][36])

A essi si aggiungono venticinque conferimenti multipli "alla bandiera" di unità militari.:
- Arma di artiglieria (1849[40], 1911-12[41] e 1915-18[42])
- Arma dei Carabinieri (1915-18[43] e 1943-45[44])[45]
- Aeronautica Militare (1936[46] e 1940-1945[47])
- 1º Reggimento "Granatieri di Sardegna" (1860[48] e 1917[49])
- 5º e 6º Reggimento fanteria "Aosta" (1859[50] e 1917-18[51]
- 9º Reggimento fanteria "Regina"[52](1859[53] e 1915-16[54])
- 10º Reggimento fanteria "Regina" (1860[55] e 1915-16[54])
- 13º Reggimento fanteria "Pinerolo" (1915-18[56] e 1941[57])
- 47º Reggimento fanteria "Ferrara (1915-17[58] e 1940-41[59])
- 48º Reggimento fanteria "Ferrara" (1915-17[60] e 1940-41[59])
- 80º Reggimento fanteria "Roma" (1941-42[61] e 1942-43[62])
- 84º Reggimento fanteria "Venezia" (1911[63] e 1943[64])
- 151º e 152º Reggimento fanteria "Sassari" (1915-16[65] e 1918[66])
- 157º Reggimento fanteria "Liguria" (1916[67] e 1940-41[68])
- 3º Reggimento bersaglieri (1941-42[69] e 1942[70])[71]
- 6º Reggimento bersaglieri (1942[72] e 1942-43[73])
- 8º Reggimento bersaglieri (1941-42[74] e 1943[75])
- 5º Reggimento alpini (1940-41[76] e 1942-43[77])
- 8º Reggimento alpini (1940-41[78] e 1942-43[79])
- 9º Reggimento alpini (1940-41[80] e 1942-43[81])
- 3º Reggimento artiglieria da montagna (1940-41[82] e 1942-43[83])
- Reggimento Dragoni di Sua Maestà Reale[4] (1796)[84]
- IV Battaglione Coloniale "Toselli" (1936[85] e 1941[86])

Città decorate due volte:
- Città di Vicenza (1848[87] e 1943-45[88])
- Città di Roma (1849[89] e 1943-1944[90])

Il maggior numero di conferimenti individuali per un singolo fatto d'arme si riferisce alla "Operazione Malta 2" del 25-26 luglio 1941, con otto conferimenti alla memoria e uno a vivente.
Il maggior numero di conferimenti individuali relativi a un singolo evento non di combattimento si riferisce all'Eccidio di Kindu dell'11-12 novembre 1961, con tredici conferimenti, tutti alla memoria.
Il maggior numero di conferimenti alla bandiera relativi a un singolo fatto d'arme si riferisce alla Seconda battaglia di El Alamein del 23 ottobre - 3 novembre 1942, con otto conferimenti.
Il maggior numero di conferimenti individuali tra gli appartenenti a una singola unità si riferisce alla Xª Flottiglia MAS della Regia Marina tra il 1941 e il 1943, con 31 conferimenti.

### Decorati stranieri
Quattordici cittadini stranieri sono stati decorati di Medaglia d'oro al Valore Militare per atti di eroismo:
- Capitano di Vascello Charles Philip Yorke, conte di Hardwicke (Gran Bretagna, 1849)[96]
- Tenente di Vascello John Joseph Gabriel O'Byrne (Francia, 1914)[97]
- Tenente di Vascello Roland Morillot (Francia, 1915)[98]
- Tenente pilota DeWitt Coleman (USA, 1918)[99]
- Carrista Severino Vazquez (Spagna, 1938)[100]
- Capitano pilota Carlos de Haya González de Ubieta (Spagna, 1938)[101]
- Capitano pilota Joaquín García-Morato y Castaño (Spagna, 1939)[102]
- Tenente pilota Joachim Müncheberg (Germania, 1941)[103]
- Tenente pilota Hans-Joachim Marseille (Germania, 1942)[104]
- Partigiano Daniil Varfolomeevič Avdeev (Unione Sovietica, 1944)[105]
- Partigiano Nikolaj Grigor'evič Bujanov (Unione Sovietica, 1944)[106]
- Partigiano Phore Nikolaievich Mosulishvili (Unione Sovietica, 1944)[107]
- Partigiano Fëdor Andrianovič Poletaev (Unione Sovietica, 1944)[108]
- Partigiano Olivier Guinet (Francia, 1945)[109]

A questi si aggiungono tre conferimenti "alla bandiera" di unità straniere:
- 3º Reggimento zuavi (Francia, 1859)[110]
- Battaglione Universitario Toscano (Granducato di Toscana, 1948, per la Battaglia di Curtatone del 1848)[111]
- Brigata Ebraica (Gran Bretagna, 2018, per i fatti del 1945)[12]

Altri cinque conferimenti a statisti ed alti ufficiali stranieri furono legati a considerazioni di alleanza:
- Napoleone III, imperatore dei Francesi (Francia, 1859)[112]
- Guglielmo I, re di Prussia (Prussia, 1866)[113]
- Principe ereditario Federico Guglielmo di Prussia (Prussia, 1866)[113]
- Principe Federico Carlo di Prussia (Prussia, 1866)[113]
- Nicola II, imperatore e autocrate di tutte le Russie (Russia, 1916)[114]

Inoltre quattro MOVM vennero conferite a militari del Regno d'Albania in unione dinastica con il Regno d'Italia e due a graduati appartenenti alle Forze armate dell'Africa Orientale Italiana, quindi soggetti all'autorità italiana ma non in possesso della piena cittadinanza:
- Centurione Ferok Gjonmarkaj (Albania, 1940)[115]
- Carabiniere Gjanaj Rahman (Albania, 1940)[116]
- Volontario Contadino Kolé Qerimi (Albania, 1941)[117]
- Volontario Contadino Vate Prela (Albania, 1941)[118]
- Buluc-basci di coperta Ibrahim Farag Mohammed (Eritrea, 1941)[119]
- Muntaz Unatù Endisciau (Etiopia, 1941)[120]

Una MOVM del tutto atipica venne conferita nel 1860 ad un militare italiano, per conversione della analoga Goldene Ehren-Denkmünze für Tapferkeit austriaca conferitagli quando egli era ancora suddito austriaco e prestava servizio nella Österreichisch-Venezianische Kriegsmarine:
- Alfiere di Vascello (Seefähnrich) Domenico Chinca (Austria, 1840)[121]

## Tabella ricompense
| Repubblica Italiana decreto del Presidente della Repubblica 8 settembre 1949, n. 773 pubblicato sulla Gazzetta Ufficiale della Repubblica Italiana n. 251 del 31 ottobre 1949 con correzione sulla Gazzetta Ufficiale della Repubblica Italiana n. 255 del 7 novembre 1949 |                                      |                                      |                         |
| Medaglia d'oro al valor militare | Medaglia d'argento al valor militare | Medaglia di bronzo al valor militare | Croce al valor militare |